# Ароматът на нощта
„Ароматът на нощта“ (на италиански: L'odore della notte) е роман на италианския писател Андреа Камилери. Романът е издаден през 2001 г. от издателство „Sellerio editore“ в Палермо. На български език е издаден на 27 септември 2014 г. от издателство „Книгопис“, в поредицата „Криминална колекция“, в превод на Весела Лулова Цалова, с подзаглавие „Комисарят Монталбано в изкушение“.

## Сюжет
Внимание:  Текстът по-долу разкрива сюжета на произведението (или части от него)!
Финансов брокер и неговият помощник изчезват безследно. Хиляди измамени осъзнават, че няма да видят парите си. Личен мотив насочва Монталбано към случая, макар че разследването се ръководи „от високо“. Когато е намерен прострелян в лицето труп, началството бърза да оповести версията за отмъщение на мафията. Комисарят обаче открива следи – и в буквален, и в преносен смисъл, които отвеждат до изненадваща и поразителна развръзка…

## Екранизация
Романът „Ароматът на нощта“ e екранизиран като епизод 3 от четвъртия сезон на телевизионния сериал „Комисар Монталбано“, и е излъчен на 11 ноември 2002 г. В ролята на комисар Монталбано е италианският актьор Лука Дзингарети.